# ロサップ環礁
ロサップ環礁（英語: Losap）はミクロネシア連邦のチューク州の上部モートロック諸島群の島。チューク諸島から南東81kmの位置に存在する。
ロサップは環礁の4つの島の一つの名前であり、環礁の外側に存在する。ロサップ全域ではPekias、Sotiw、Lukanの3つの村が存在し、村内にもいくつかの集団が存在する。PekiasにはLemok(Sota)、Letou、Fanmok、Sitowa、Fangeta、Malaio、Alingawa、LukanにはAngeru、Lechapetiw、SotiwにはPeichen/Leparas、Imwenikau、Tiela、Latulua、Uchukaiと言う集団が存在する

## 言語学
チューク環礁と環礁外側の島はチュークの単語と違う単語を持ち、アクセントなども大きく違う。例えば、チューク環礁とロサップの言葉では知識がkile、sile、憎しみがamwusak、oput、笑顔がamelimel、emenimenと発音が異なったりか完全に違う単語となっている。

## 註
1. ↑  “Oceandots - Losap”. 2010年12月23日時点のオリジナルよりアーカイブ。2009年8月6日閲覧。